# Гера (округ)
Округ Гера был образован в 1952 году после ликвидации земель на территории Германской Демократической Республики как один из 15 округов.
Состоял из 11 районов, 2 городов окружного подчинения и 528 коммун:
- Город окружного подчинения Гера
- Город окружного подчинения Йена
- Район Айзенберг (выделен из Района Йена в 1952 году)
- Район Гера
- Район Грейц
- Район Йена (выделен из Района Штадтрода в 1952 году)
- Район Лобенштейн (выделен из Района Шляйц в 1952 году)
- Район Пёснек (выделен из района Заальфельд в 1952 году)
- Район Рудольштадт
- Район Заальфельд
- Район Шляйц
- Район Штадтрода (выделен из района Йена в 1952 году)
- Район Цойленрода (выделен из района Грайц в 1952 году)

В связи с воссозданием земель был ликвидирован в 1990 году.